# Революція Абушірі

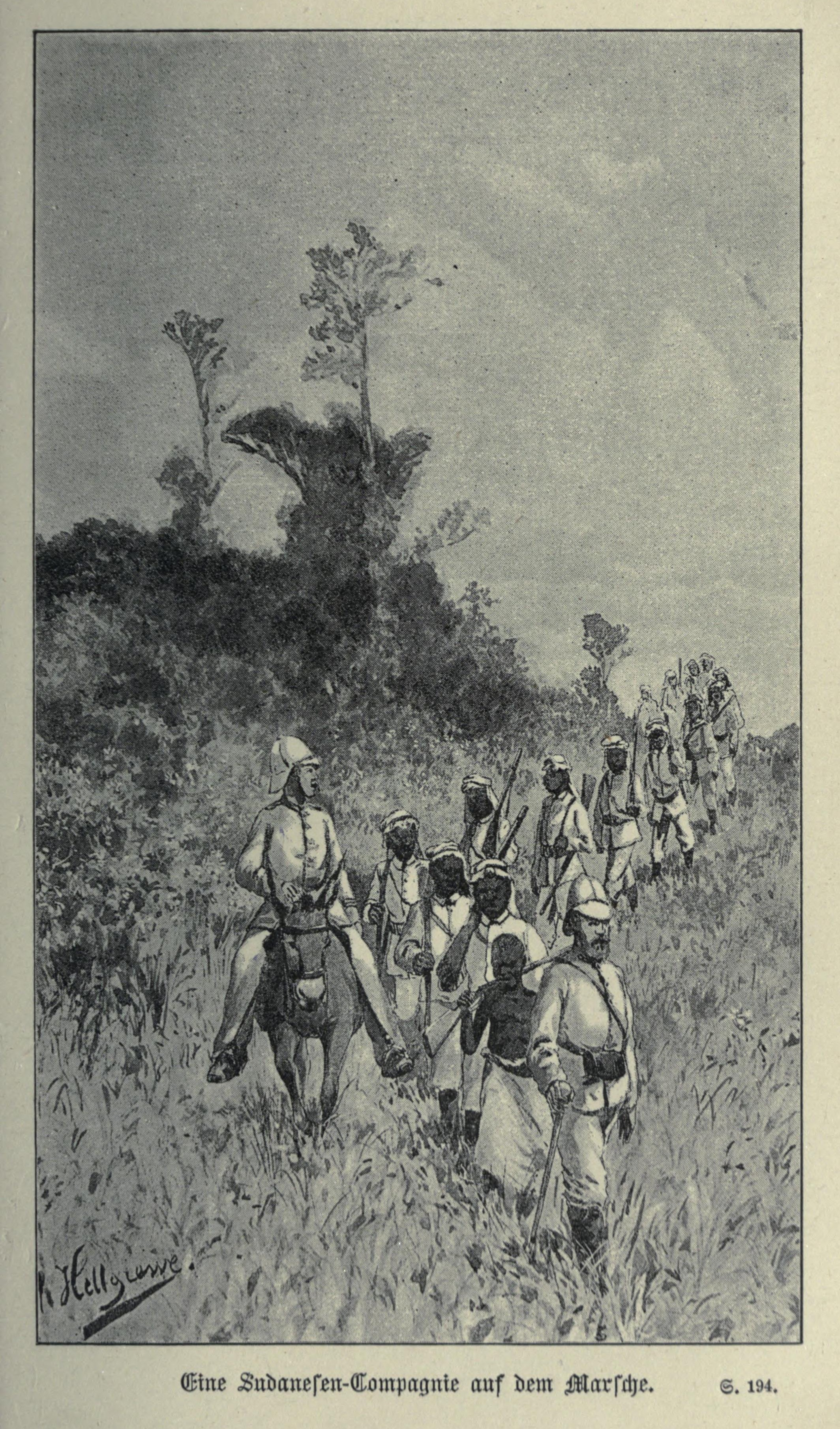
Німецький загін суданців під час революції Абушірі (Рудольф Гелгрів, 1891)

Повстання Абушірі (в німецькій історіографії нім. Deutsch Aufstand der ostafrikanischen Küstenbevölkerung) було спротивом європейській колонізації арабського та суахілімовного населення берега Східної Африки в 1888—1889 роках, що був, під протестом народу, переданий Германії султаном Занзибару в 1888 році. Було придушене Англо-Німецькою блокадою узбережжя.

## Передумови
В 1884 році експедиція Спільноти німецької колонізації, під проводом Карла Петерса, досягла Занзибару й змусила місцевих вождів підписати «контракти щодо протекторату», що передавали деякі території під керівництво організації. Як тільки Спільнота отримала плацдарм в Африці, нова Німецька східноафриканська компанія Петерса почала займати інші землі в Танганьїці, дійшовши до гір Улугуру й Усамбара. Ця акція зустріла спротив зі сторони занзибарського султана Баргаша бін Саїда. Після того ситуацією зацікавилося берлінське Управління закордонних справ, що надало офіційну допомогу Петерсу у вигляді Імперського флоту під проводом контрадмірала Едварда фон Кнорра, що з'явився на узбережжі Занзибару.
З серпня 1888 організація спробувала заволодіти береговими містами Танганьїки й наразилася на рішучий спротив корінного населення, а також місцевої еліти, що непокоїлася через свою торгівлю рабами й слоновою кісткою.
Гордовита спроба німецького адміністратора міста Пангані Еміля фон Зелевськи встановити прапор компанії над містом викликала обурення населення й стала своєрідним сигналом до початку повстання.

## Повстання
Лідером й організатором став плантатор Абушірі ібн Салім аль-Гарті, що знайшов послідовників як серед арабів, так і серед місцевих племен суахілі. Батько Абушірі був місцевим арабом, а мати — оромо (народ в Ефіопії й на півночі Кенії). Через деякий час виступи поширилися по всьому побережжі від міста Танга на півночі до Лідні й Мікіндані на півдні. Більшість представників Німецької східноафриканської компанії були вигнані або вбиті, крім тих що були в Багамойо та Дар ес Салам.
Лютого 1889 року німецький канцлер Отто фон Бісмарк назначив лейтенанта Германа Віссмана рейхскомісаром Німецької Східної Африки. Віссман сконцентрував штурмові групи місцевих солдат-аскарі під командуванням німецьких офіцерів й за підтримки Імперського флоту Німеччини та Королівських ВМС Британії згодом придушив повстання.
Врешті-решт 28 квітня 1888 року султан Занзибару Халіфах бін Саїд підписав договір, що передавав території Танганьїки Німецькій східноафриканській компанії.
Абушірі був схоплений й переданий німцям на шляху до Момбаси в грудні 1889 року, засуджений до смерті військовим судом і повішений в Пангані. За домовленістю 20 грудня 1890 року Східноафриканська компанія мала передати право адміністрації над Танганьїкою німецькому імперському уряду, що й відбулося у 1891 році, коли Віссман повідомив про повну перемогу над заворушниками.